# Manzano
Manzano é uma comuna italiana da região do Friuli-Venezia Giulia, província de Udine, com cerca de 6.960 habitantes. Estende-se por uma área de 30,86 km², tendo uma densidade populacional de 225,5 hab/km². Faz fronteira com Buttrio, Corno di Rosazzo, Pavia di Udine, Premariacco, San Giovanni al Natisone, Trivignano Udinese.

## Demografia
| Variação demográfica do município entre 1861 e 2011                               |
|                                                                                   |
| Fonte: Istituto Nazionale di Statistica (ISTAT) - Elaboração gráfica da Wikipedia |